# Левон III
Левон III (вірм. Լևոն Գ, 1236–1289) (коронований як Левон II) — король Кілікійської Вірменії (1269-1289) з династії Хетумянів. Старший син короля Хетума I та королеви Ізабелли Рубінян.

## Життєпис

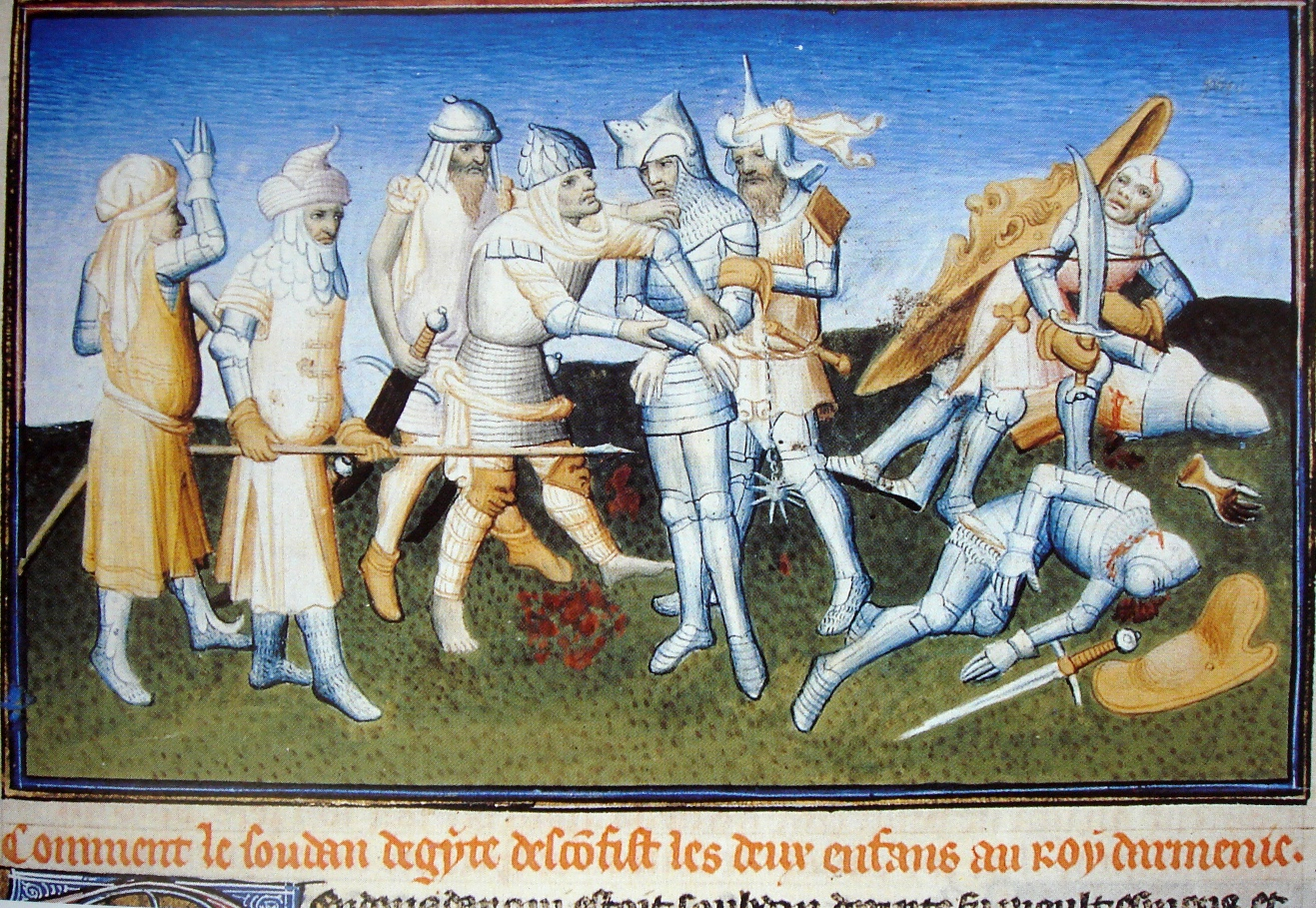
Мамлюки перемагають вірменів при Марі. Принц Торос убитий (справа внизу), принц Левон — узятий в полон (в центрі)

Левон народився 1236 року, був старшим із шістьох дітей Хетума I та Ізабелли. 1256 цар Хетум посвятив 20-річного Левона в лицарі та зробив своїм співправителем. 1262 року Левон одружився з Керан (Кір Анна — «Леді Анна»), дочкою князя Хетума Ламбронського.
24 серпня 1266 року вірменські війська зазнали нищівної поразки від мамлюків у битві при Марі, принц Торос загинув, а Левон потрапив у полон. Мамлюки розграбували країну до Адани, спалили столицю Сіс, увели в полон безліч народу.
Хетум I, погодившись на деякі поступки та сплативши значний викуп, зумів визволити сина.
1269 року Хетум зрікся престолу на користь сина, в місті Тарс відбулась коронація Левона III, а його батько виїхав до монастиря, де помер за рік, 1270.
Новий король, Левон, мав славу благочестивого лицаря, який присвятив себе християнству. Він сприяв активним торговим відносинам із Заходом за рахунок оновлення торгових угод з італійцями та створення нових з каталонцями. Він також прагнув укріпити альянс із монголами.
1271 року Марко Поло побував у вірменському портовому місті Айас та позитивно відгукувався про царювання Левона і статок країни, хоч він і згадував, що збройні сили останнього були деморалізованими.
У перші роки правління Левона Кілікія мала політично несприятливі умови. З південного сходу країні загрожували давні вороги кілікійців — мамлюки, з півночі — Конійський султанат, а союз із Хулагуїдами фактично був формальністю, оскільки ті переймались захистом своїх північних та східних кордонів і не могли надати потрібну допомогу вірменам.
1275 року війська єгипетських мамлюків знову вторглись до Кілікії, однак у битві під Сісом війська Левона під керівництвом Смбата Спарапета розгромили єгиптян. У війнах з мамлюками Левон здобув перемогу 1276 року. Після успіхів у війнах з Конійським султанатом Левон приєднався до монголів у їхньому вторгненні до Сирії. Війна зі змінним успіхом тривала до 1285 року, коли між Єгипетським султанатом і Кілікійською Вірменією було підписано 10-річну мирну угоду.
Внутрішня політика Левона сприяла економічному та культурному піднесенню країни. 1271 року були оновлені торгові угоди з венеційськими, а 1288 року — з генуезькими торговцями. За Левона карбувались золоті, срібні й мідні монети, які перебували у вжитку й за межами Кілікії. Під покровительством Левона перебували видатні діячі мистецтва, такі як, наприклад, Вардан Великий, Степанос Орбелян, Ованес Єрзнкаці, Ваграм Рабуні, Торос Рослін та інші.
Левон III помер 1289 року, його наступником став син, Хетум II.

## Родина
Дружина: Керан
діти:

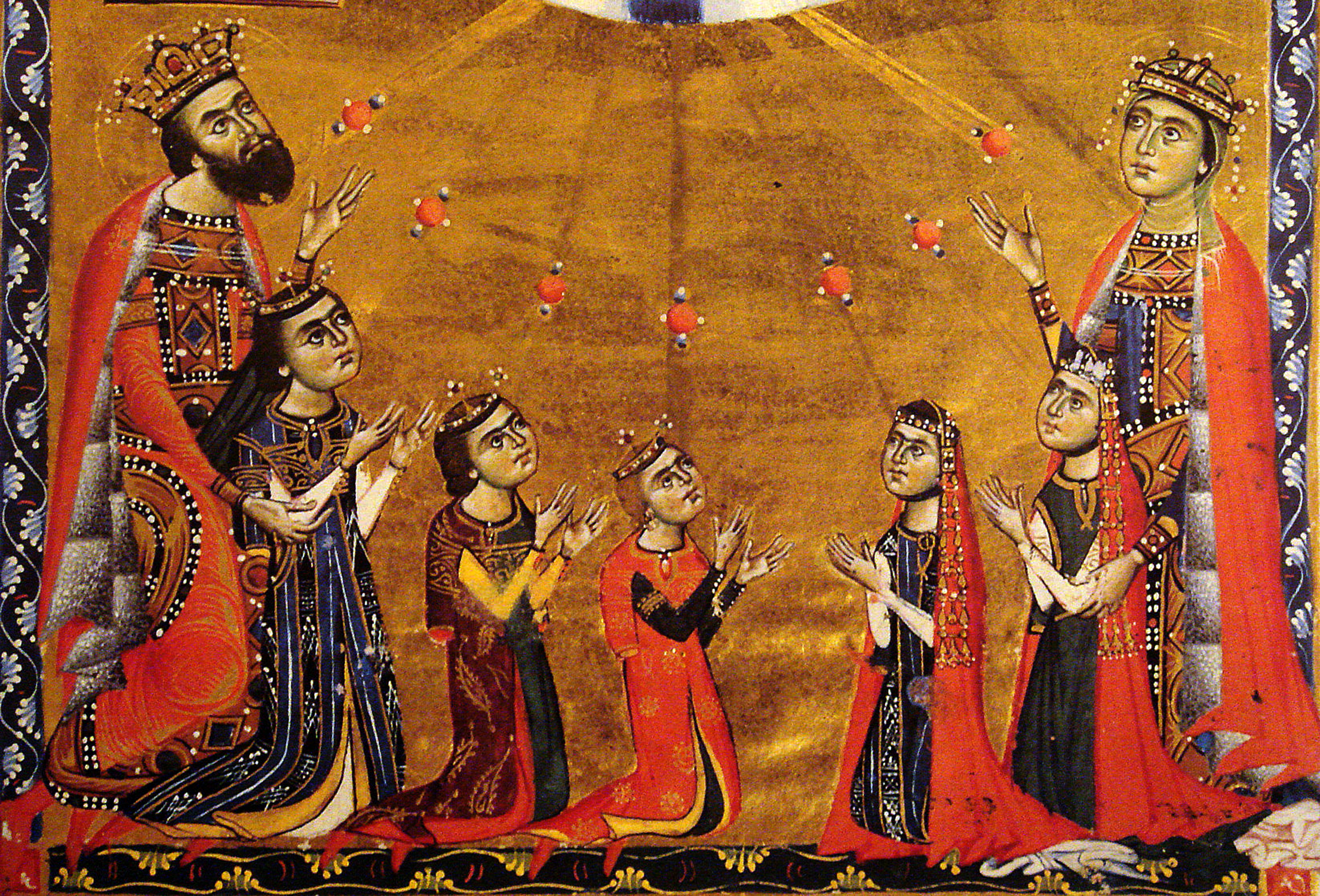
Король Левон III зі своєю дружиною королевою Керан та дітьми

- 1. Невідомий син (1263/64 — † у дитинстві)
- 2. Костандін (1265 — † у дитинстві)
- 3. Євфимія (Фімі) (1266/67 — † у дитинстві)
- 4. Хетум II (1266 — † 1307)
- 5. Ізабелла (Забел) (1269/70 — † після 1273)
- 6. Торос III (1270 — † 1298)

дружина — Маргарита Лузіньян (1276 — † 1296)
- 7. Рубен (1272/73 — † у дитинстві)
- 8. Ізабелла (Забел) (1273/74 — † після 1276)
- 9. Смбат (1277 — † 1308)

дружина — монгольська принцеса (? — † ?)
- 10. Ізабелла II (Забел II) (1276/77 — † 1323)

чоловік — Аморі Тірський (1272 — † 1310)
- 11. Костандін II (1277/78 — † після 1308)
- 12. Рита II (1278 — † 1333)

чоловік — Михаїл IX Палеолог (1277 — † 1320)
- 13. Феофано (Феодора) (1278/79 — † 1296)
- 14. Нерсес (1279/80 — † 1301)
- 15. Ошин (1283/84 — † 1320)

дружина — Ізабелла Корікоська (1277 — † 1320)
дружина — Джованна Тарентська (? — † 1323)
- 16. Алінах (1283/84 — † 1310)